# Álvaro Cunhal
Pour les articles homonymes, voir Álvaro.
Álvaro Barreirinhas Cunhal (10 novembre 1913 - 13 juin 2005), dit Alvaro Cunhal, est un homme politique, résistant antifasciste et un écrivain portugais. Il est le leader historique du Parti communiste portugais (PCP).

## Jeunesse
Álvaro Barreirinhas Cunhal nait le 10 novembre 1913 à Sé da Nova Coimbra. Fils d'un père républicain, Avelino Henriques da Costa Cunhal, et d'une mère catholique, Mercedes Simões Ferreira Barreirinhas Cunhal. Ayant passé son enfance à Seia il part à Lisbonne pour poursuivre ses études au lycée. Il rentre à la faculté de droit de Lisbonne en 1931.
Cette même année il adhère au PCP, alors que le parti est clandestin. Dans ses premières années de militance, Álvaro Cunhal rejoint la Fédération des jeunesses communistes portugaises et participe au mouvement associatif des étudiants, ayant été élu, en  1934, représentant des étudiants au Sénat de l’université de Lisbonne. Élu secrétaire de la Fédération des jeunesses communistes, il part en 1936 à Madrid pour prendre part à la résistance contre le régime fasciste du général Franco, durant les cinq premiers mois de la guerre d'Espagne[réf. nécessaire].

## Opposition au régime de Salazar
En 1949, il est arrêté par la PIDE, la police politique de Salazar et s'évade, avec plusieurs de ses compagnons, en 1960 de la prison de Peniche lors d'une spectaculaire évasion. Il semblerait qu'il se soit alors réfugié dans la Serra de Sintra, à Penedo, dans la freguesia de Colares. Il vit alors en exil à Moscou, Prague et à Paris. Il est élu en 1961 secrétaire général du PCP.

## Révolution des Œillets
Il retourne dans son pays cinq jours après la révolution des Œillets du 25 avril 1974 de son exil à Paris. Il est alors quelque temps ministre sans portefeuille des quatre premiers gouvernements provisoires et est élu député en 1975.
En 1989, il est reçu à Moscou par Mikhaïl Gorbatchev et reçoit le prix Lénine pour la paix (accordé à des citoyens étrangers à l'URSS pour leurs contributions pour la « cause de la paix »).
Partisan d'une idéologie marxiste-léniniste, il abandonne le poste de secrétaire général à Carlos Carvalhas, puis  son siège de député en 1992 et se retire progressivement de la vie publique en raison de la dégradation de son état de santé.

## Álvaro Cunhal: artiste et écrivain
Père d'une fille, Álvaro Cunhal est l'auteur de nombreux ouvrages politiques, publiés en cinq volumes au Portugal.
En 1995 il reconnaît avoir écrit quatre œuvres de fiction sous le pseudonyme de Manuel Tiago, dont À demain, camarades !, (1974), et L'Étoile à six branches, qui tire son nom de l'établissement pénitentiaire de Lisbonne car vu d'en haut, avec ses six ailes, l'établissement ressemble à une étoile.
Il a aussi écrit des témoignages, sous le même pseudonyme.
Son livre Cinq jours, cinq nuits a été adapté au cinéma en 1995 par José Fonseca e Costa (avec Paulo Pires et Victor Norte). Il relate comment un jeune homme persécuté par le régime de Salazar s'évade de prison et rejoint le Nord du Portugal, où un contrebandier lui fait passer la frontière.
Il a également traduit en portugais quelques pièces de Shakespeare, dont Le roi Lear.
Il est aussi le créateur, sous le nom d'Antonio Vale, de gravures et d'œuvres plastiques.

## Sur quelques ouvrages

### À demain, camarades!
Au début de l'Estado Novo, entre 1935 et 1940 sans doute (état fasciste, affiches et photographies de propagande nazie), dans la campagne portugaise (oliveraies, pinèdes, sans doute dans le Ribatejo), le Parti communiste portugais s'implante. Des individus concernés tentent de s'organiser, pour servir le peuple, et sans se servir, contre les pouvoirs en place : inégalités, injustices, exploitation, oppression, violence d'État... Les amis s'établissent (pauvreté, clandestinité, solidarité, héroïsme, richesse intérieure...), obéissent à la machine du parti (comité local, comité régional, comité central, discipline, discrétion, respect de soi et des autres), et s'activent : rencontres, réunions, rapports, tracts, organisation, problèmes concrets (bourse des journaliers, coupes de bois abusives, salaires en entreprises, pain...).
Certains, fonctionnaires du Parti, se déplacent beaucoup (train, bus, tram, barque, et surtout bicyclette et marche à pied hors des routes, pour éviter les contrôles : douaniers, Garde nationale républicaine, PIDE). Parmi eux, les faux couples, (José Francisco) Vaz et Rosa, Antonio et Maria, des individus isolés comme José/Zé Cavalhino, Afonso, Ramos, Paulo, Marques, José Segarra Belmiro, Meirales, Fialho, Cesario, Vitor, Tomé, le Dr Cirilo, l'avocat, et de nombreuses femmes comme Lisete, Anica, Ermelinda, Amelia, Conceiçao, Isolda... et la famille Rato (Manuel, Joana, Isabel) de Vale da Égua. Autour d'eux, beaucoup de sympathisants, principalement travailleurs journaliers pauvres. Ce travail de fourmis accouche, malgré quelques défections, une grève générale régionale, qui surprend les autorités, qui finissent par envoyer la troupe... : répression, clandestinité, solidarité.
La fiction réaliste, efficace, sans complaisance, est écrite dans une langue sobre et un récit chronologique précis. Presque de l'ordre du constat, sans envolée idéologique, ni vraiment de référence à l'actualité nationale ou mondiale de l'époque, pour se concentrer sur la misère d'une petite région portugaise pauvre, loin de la mer et des frontières, au plus près des gens de peu : Nous devons faire un monde nouveau, l'ami (p. 435).